# LyondellBasell
Die LyondellBasell Industries ist nach Umsatz das fünftgrößte Chemieunternehmen der Welt (Stand 2022). Es ist der weltweit drittgrößte Produzent von Polyolefinen (Weltmarktführer in Polypropylen und Polypropylen-Compounds, führender Anbieter von Polyethylen) und Katalysatoren sowie eines der weltweit führenden Unternehmen bei der Entwicklung und der Lizenzierung von Polypropylen- und Polyethylenprozessen. Das Unternehmen mit Sitz in Rotterdam und weiteren Verwaltungszentralen in Houston, Hongkong und London betreibt außerdem Erdölraffinerien und produziert Treibstoffzusätze wie MTBE. Die Aktien des Unternehmens werden an der New York Stock Exchange unter dem Tickersymbol LYB gehandelt und sind im S&P 500 enthalten. Im Toxic 100 Index 2023 ist das Unternehmen der größte Wasser- und Luftverschmutzer in den USA. 2021 wurde LyondellBasell zum vierten Mal in Folge in die Rangliste des US-Wirtschaftsmagazins Fortune der meistgeschätzten Unternehmen der Welt aufgenommen.

## Begriff

Das alte Firmenlogo bis Ende 2023

Der Name LyondellBasell entstand durch die Fusion der beiden Unternehmen Lyondell und Basell zum 1. Januar 2008. Er wird ohne Bindestrich zusammengeschrieben, wobei das „B“ von Basell ebenfalls groß geschrieben wird.

## Geschichte
Am 27. August 1953 gründeten die BASF und die Shell ein Gemeinschaftsunternehmen zur Herstellung von Polyethylen, die Rheinische Olefinwerke GmbH (ROW). Der Vertrieb der Produkte erfolgte unter jeweils eigenen Markennamen der beiden Inhaber.
Mitte der 1990er Jahre kam es zu einer Neuordnung des Kunststoffgeschäftes zahlreicher Unternehmen.
Es entstanden folgende Unternehmen:
1997: Elenac GmbH mit Sitz in Kehl und Straßburg zur Produktion und Vertrieb von Polyethylen als Joint Venture von BASF und Shell. Darin vereint wurden unter anderem die Rheinische Olefinwerke in Wesseling sowie PE-Pilotanlagen und PE-Forschung der BASF in Ludwigshafen.
1997: Targor GmbH mit Sitz in Mainz zur Produktion und Vertrieb von Polypropylen als Joint Venture von BASF und Hostalen PP (Hoechst). Darin vereint wurden die Produktions- und Forschungsaktivitäten beider Unternehmen, u. a. der Chemiepark Knapsack der ehemaligen Hoechst.
1998: Die Elenac GmbH übernimmt die Hostalen GmbH, eine Tochtergesellschaft der ehemaligen Hoechst AG. Produktionsstandorte sind u. a. in Frankfurt, Knapsack und Münchsmünster.
In Frankfurt ist auch die Polyethylen-Forschung der ehemaligen Hoechst AG beheimatet.
1. Oktober 2000: Elenac, Targor und Montell (PP-Aktivitäten der Shell) werden in der Basell Polyolefine GmbH als Joint Venture von BASF und Shell vereinigt.
Dabei kamen Werke der ehemaligen Montell aus Ferrara (Italien) und Berre-l’Étang (Frankreich) hinzu. In Ferrara gibt es ein großes Forschungszentrum, das mittlerweile die gesamte PP-Forschung beheimatet.
Durch die Fusionen der letzten Jahre gab es zahlreiche Überschneidungen der Tätigkeitsfelder. So gab es zum Beispiel jeweils Forschungseinrichtungen für Polyethylen in Ludwigshafen und Frankfurt.
Im Jahre 2004 wurde der Standort Ludwigshafen komplett aufgegeben und Teile der Forschung nach Frankfurt verlagert.
Am 5. Mai 2005 verkündeten BASF und Shell den Abschluss einer Vereinbarung, Basell an ein Konsortium angeführt von den in den USA ansässigen Unternehmen „Access Industries“ und „The Chatterjee Group“ zu veräußern. Letztere zog sich jedoch später aus den Verhandlungen zurück.
Am 1. August 2005 verkündeten BASF und Shell Chemicals den Abschluss des Verkaufs von Basell an Nell Acquisition S.à r.l., eine Tochtergesellschaft von Access Industries, New York/USA. Der Verkaufspreis beträgt inklusive Verbindlichkeiten 4,4 Milliarden Euro Unternehmenssitz von Basell blieb unverändert Hoofddorp in den Niederlanden.
Das Unternehmen ist im Vertrieb in mehr als 120 Ländern aktiv und betreibt zusammen mit seinen Joint Ventures Produktionsstandorte in 21 Ländern weltweit.
Insgesamt waren 6.600 Mitarbeiter für Basell tätig, etwa 5.200 davon in Europa und rund 1.000 in Nordamerika.
Im Jahr 2004 erzielte Basell einen Umsatz von 6,7 Mrd. Euro der im Jahr 2006 auf knapp 11 Mrd. Euro anstieg.
Im Juli 2007 kündigte Basell die Übernahme des US-Wettbewerbers Lyondell Chemical für 19 Mrd. US-Dollar an. Ende November 2007 stimmten die Anteilseigner von Lyondell der Übernahme durch Basell zu. Lyondell ist in den Jahren zuvor durch Fusion der ehemaligen Unternehmen Millennium Chemical und Equistar entstanden.
Das neue Unternehmen trägt den Namen LyondellBasell-Industries und ist der drittgrößte Chemiekonzern weltweit (nach BASF und DOW Chemical Company). Beide Unternehmen zusammen erzielten 2006 einen Jahresumsatz von 34 Milliarden US-Dollar und beschäftigten weltweit 15.000 Mitarbeiter. Volker Trautz wird der Chief Executive Officer des fusionierten Unternehmens.
Es gehörte zur Access Industries Beteiligungsgesellschaft des US-Milliardärs Leonard Blavatnik.
Im Dezember 2007 gab LyondellBasell den Zukauf von Solvay Engineered Polymers bekannt, einem damals 100-prozentigen Tochterunternehmen der Solvay, das als führender Anbieter von Polypropylen-Compounds in der Nordamerikanischen Freihandelszone gilt. Das Unternehmen erzielte 2006 einen Umsatz von 200 Millionen Euro.
Aufgrund von Schulden in Höhe von 26 Milliarden US-Dollar beantragte das Unternehmen Anfang Januar 2009 Gläubigerschutz nach Chapter 11 des US-Insolvenzrechts.
Am 20. Mai 2009 löst Jim Gallogly Volker Trautz an der Spitze des Unternehmens ab.
Nach Abschluss des Insolvenzverfahrens am 30. April 2010 erhielt LyondellBasell im selben Jahr die Zulassung an der New York Stock Exchange und die Aktien des Unternehmens wurden am 14. Oktober 2010 zum ersten Mal öffentlich gehandelt.
Bob Patel, der bereits das Olefine- und Polymergeschäft für LyondellBasell in Europa, Asien und International geleitet hat, wurde am 15. Januar 2015 zum neuen CEO des Unternehmens ernannt und folgt auf Jim Gallogly, der in den Ruhestand geht.
Am 14. März 2018 gab LyondellBasell bekannt, dass es zusammen mit Suez jeweils 50 Prozent an Quality Circular Polymers (QCP), einem Premium-Kunststoffrecycling-Unternehmen in Sittard-Geleen, Niederlande übernommen hatte. Am 7. Dezember 2020 gaben beide Unternehmen bekannt, das sie das Kunststoffrecycling-Unternehmens Tivaco mit Sitz in Blandain, Belgien, übernommen haben. LyondellBasell übernahm am 3. Mai 2023 alle Anteile an QCP.
Am 15. Februar 2018 kündigt LyondellBasell die Übernahme des Werkstoffspezialisten A. Schulman an, die am 21. August 2018 vollzogen wurde.
Peter Vanacker wurde am 15. Dezember 2021 zum neuen CEO von LyondellBasell ernannt und trat die Stelle am 23. Mai 2022 an. In der Zwischenzeit führte Kenneth Lane kommissarisch das Unternehmen.
Am 11. Oktober 2022 unterzeichnete das Unternehmen zusammen mit 23 Oaks Investment eine Vereinbarung zur Gründung von Source One Plastics, einem Joint Venture, das in Eicklingen eine energieeffiziente, fortschrittliche Sortier- und Recyclinganlage für Kunststoffabfälle bauen wird.

## Produktion

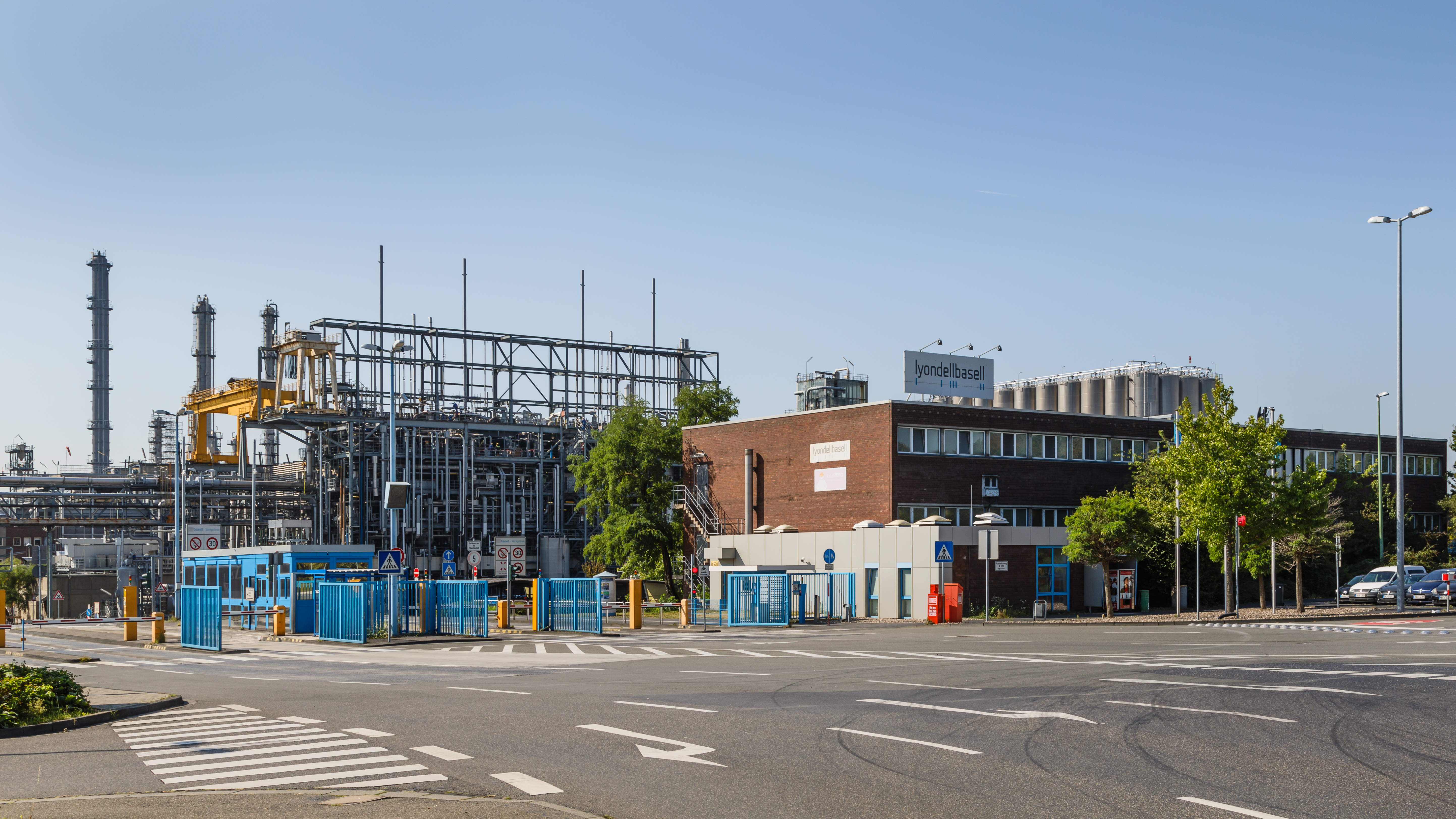
Werkstor LyondellBasell am Standort Wesseling

In Europa sind hauptsächlich Unternehmen der ehemaligen Basell beheimatet, die rechtlich eigenständige Unternehmen sind. Die deutschen Aktivitäten sind größtenteils in der Basell Polyolefine GmbH gebündelt.
Größter Produktionsstandort der Basell Polyolefine GmbH ist das Werk Wesseling bei Köln mit ca. 1600 Mitarbeitern.
Weitere Standorte in Deutschland sind im Industriepark Höchst in Frankfurt mit 500 Mitarbeitern, sowie in Seevetal, Kerpen, Ludwigshafen, Hürth-Knapsack, Münchsmünster und Bayreuth.

### Unfall Münchsmünster
Eine Anlage zur Polyethylenherstellung in Münchsmünster bei Ingolstadt wurde am 10. Dezember 2005 durch eine Explosion und einen tagelang anhaltenden Großbrand vollkommen zerstört. Ein Feuerwehrmann kam bei diesem Unglück ums Leben. 75 Menschen verloren ihren Arbeitsplatz, doch wurden sie an anderen Basell-Standorten weiterbeschäftigt.
Die Produktion des Werkstoffes Hostalen (ein Handelsname der Basell für HDPE, hochdichtes Polyethylen) aus Münchsmünster, wurde vom Standort Frankfurt übernommen. Dazu wurde eine Anlage, die ursprünglich Ende 2005 außer Betrieb gehen sollte, bis Ende 2010 weiter betrieben. Dort arbeiteten auch viele der Mitarbeiter, die ihren Arbeitsplatz durch den Brand verloren haben.
Basell gab Anfang August 2006 bekannt, dass in Münchsmünster wieder eine HDPE-Anlage errichtet werden soll. Seit Mitte 2010 wird dort eine hochmoderne Anlage nach dem Hostalen-ACP-Prozess mit ca. 60 Arbeitsplätzen betrieben, die jährlich ca. 320 Kilotonnen HDPE produzieren kann.